# خورات‌سوسمار
خورات‌سوسمار(نام علمی: Khoratosuchus jintasakuli) نام یک گونه از رده خزندگان است.